# NGC 1535
NGC 1535, auch als Auge der Kleopatra bekannt, ist die Bezeichnung des hellsten planetarischen Nebels im Sternbild Eridanus. NGC 1535 ist etwa 4.500 Lichtjahre von der Erde entfernt, der Durchmesser entspricht etwas mehr als ein Lichtjahr.
Er wurde am 1. Februar 1785 von dem deutsch-britischen Astronomen Wilhelm Herschel entdeckt.

## Visuelle Beobachtung
Die Helligkeit von NGC 1535 reicht zwar für eine Beobachtung in einem kleinen Teleskop ab etwa 70 mm Öffnung aus, dort wird man allerdings nur ein schwaches, stellares Objekt vorfinden. In einem größeren Teleskop ab etwa 6 Zoll Öffnung ist NGC 1535 bereits sehr auffällig. Der 12-mag-Zentralstern ist aber selbst mit 10 Zoll Öffnung etwas schwierig zu beobachten, eine erfolgreiche Beobachtung setzt ein entsprechend gutes Seeing voraus.